# Lila (Chorwacja)
Lila – wieś w Chorwacji, w żupanii osijecko-barańskiej, w mieście Našice. W 2011 roku liczyła 195 mieszkańców.